# Pont de vidre de Zhangjiajie
El pont de vidre de Zhangjiajie (també anomenat pont de vidre del gran canyó de Zhangjiajie) és un pont situat a Zhangjiajie, Xina, sobre la regió de Wulingyuan. El pont, construït com a atracció turística, té un sòl de vidre transparent. És el pont amb sòl de vidre més llarg i alt del món. El pont, obert al públic el 20 d'agost del 2016, fa 430 metres de longitud total i 6 metres d'amplada, i està suspès a 260 metres sobre el terra. El pont s'estén al llarg del canó entre dos penya-segats muntanyosos al parc forestal nacional de Zhangjiajie, a la província central de Hunan, a la Xina. Està dissenyat per albergar fins a 800 visitants alhora. El pont va ser dissenyat per l'arquitecte israelià Haim Dotan.
Per construir el pont, els enginyers van aixecar 4 pilars de suport a les vores de les parets del canó. El pont està format per una estructura d'acer amb més de 120 panells de vidre. Cadascun d'aquests panells té 3 capes i és una llosa de vidre temperat de dues polzades de gruix. A la part inferior del pont hi ha 3 gronxadors llargs. També hi ha una disposició per fer pònting de 870 peus. Aquest és considerat com el salt més alt del món.
Segons el Comitè d'Administració del Pont, el pont ha batut deu rècords mundials en disseny i construcció.

## Tancament i reobertura
El 2 de setembre del 2016, tot just 13 dies després de l'obertura del pont, les autoritats van publicar un avís dient que tancaven el pont a causa de l'alt trànsit de visitants. El pont, dissenyat per allotjar 800 persones alhora i que s'esperava que arribessin unes vuit mil persones al dia, hauria atret més de 80 mil visitants al dia. Les autoritats van indicar que el govern va decidir suspendre les operacions a causa de la "urgència de millorar i actualitzar" l'atracció, incloent-hi els estacionaments, el sistema de reserves i el servei al client. El pont va reobrir el 30 de setembre de 2016.

## Galeria d'imatges

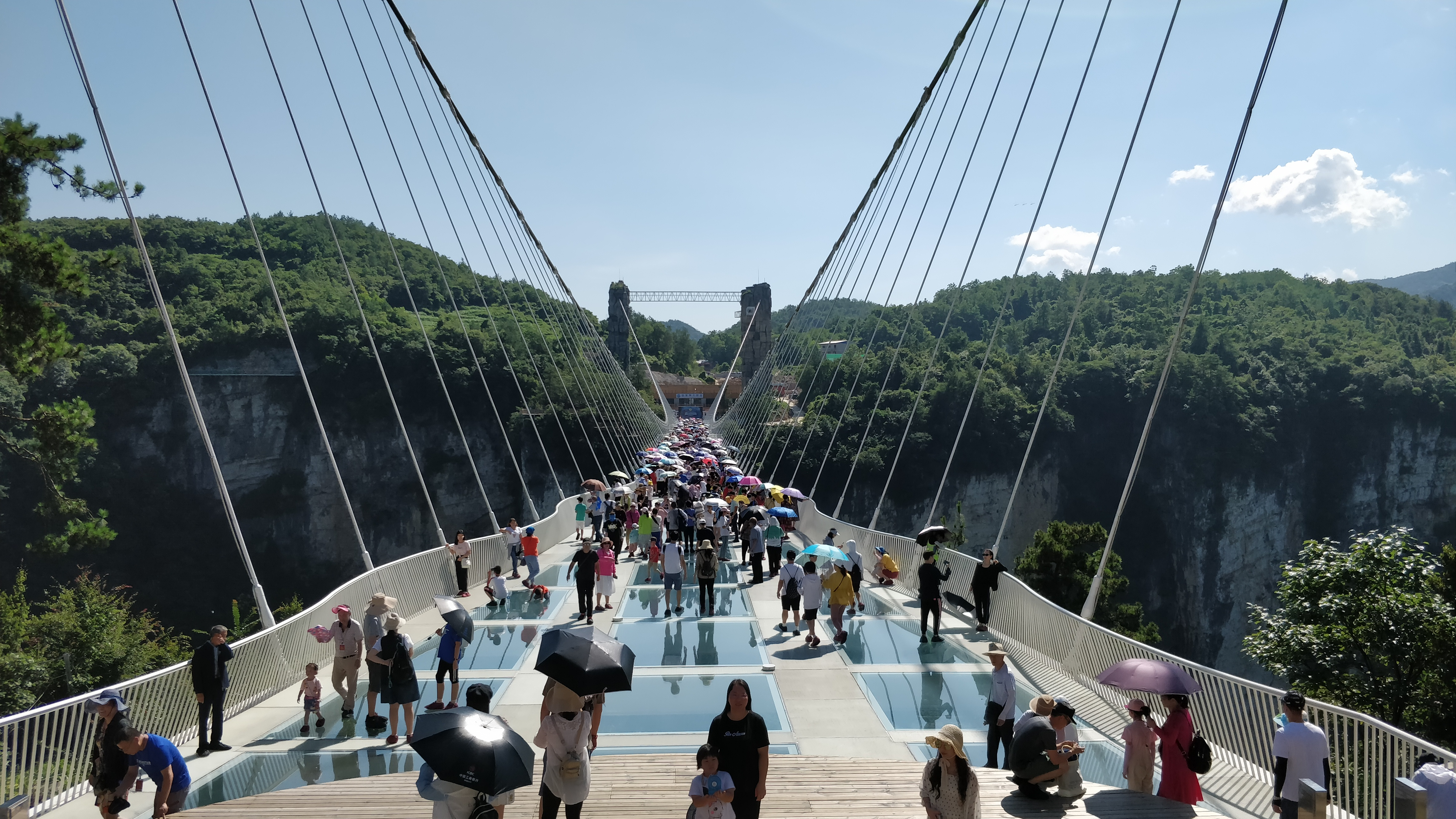
Vista central
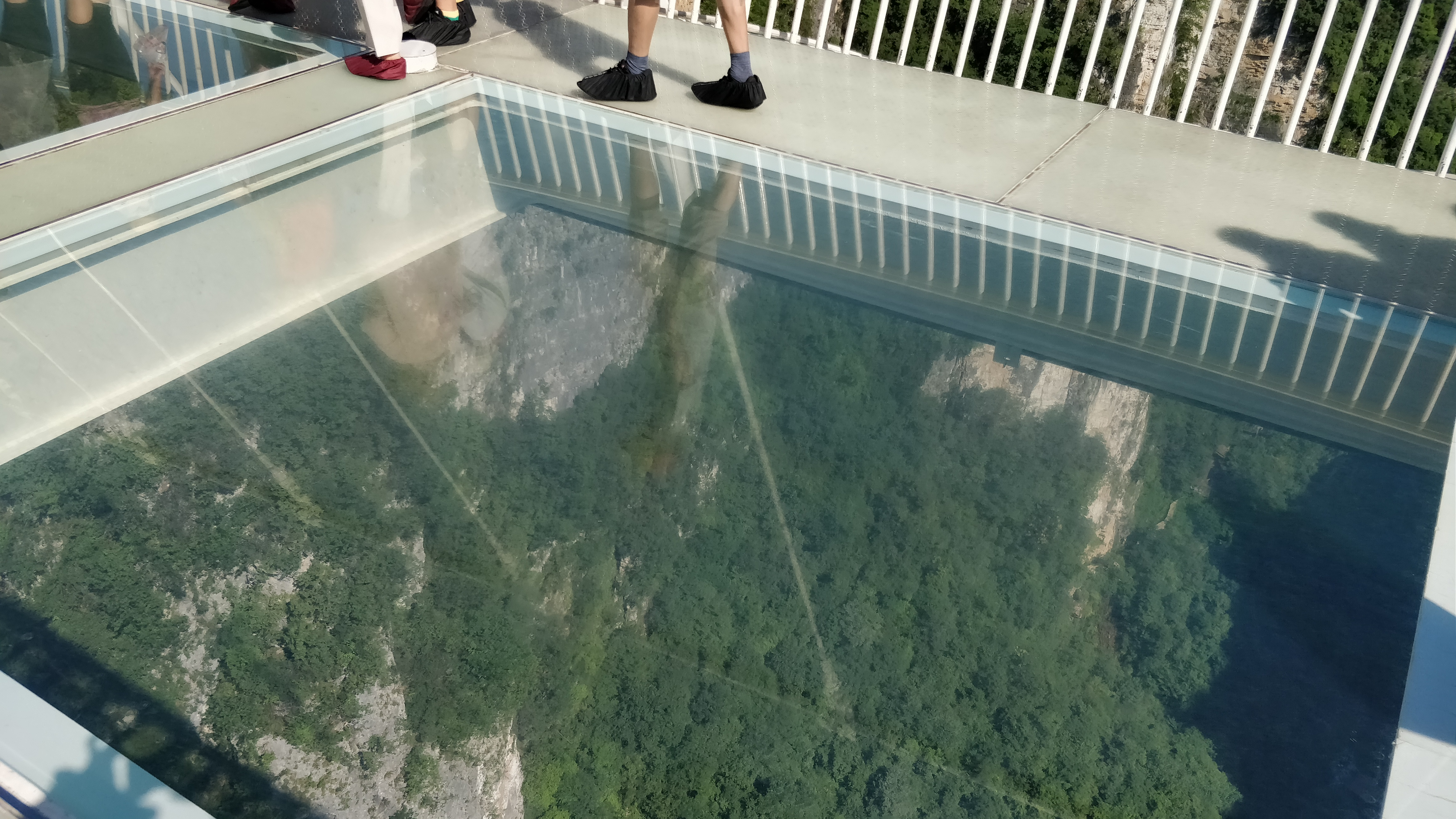
Panell de vidre
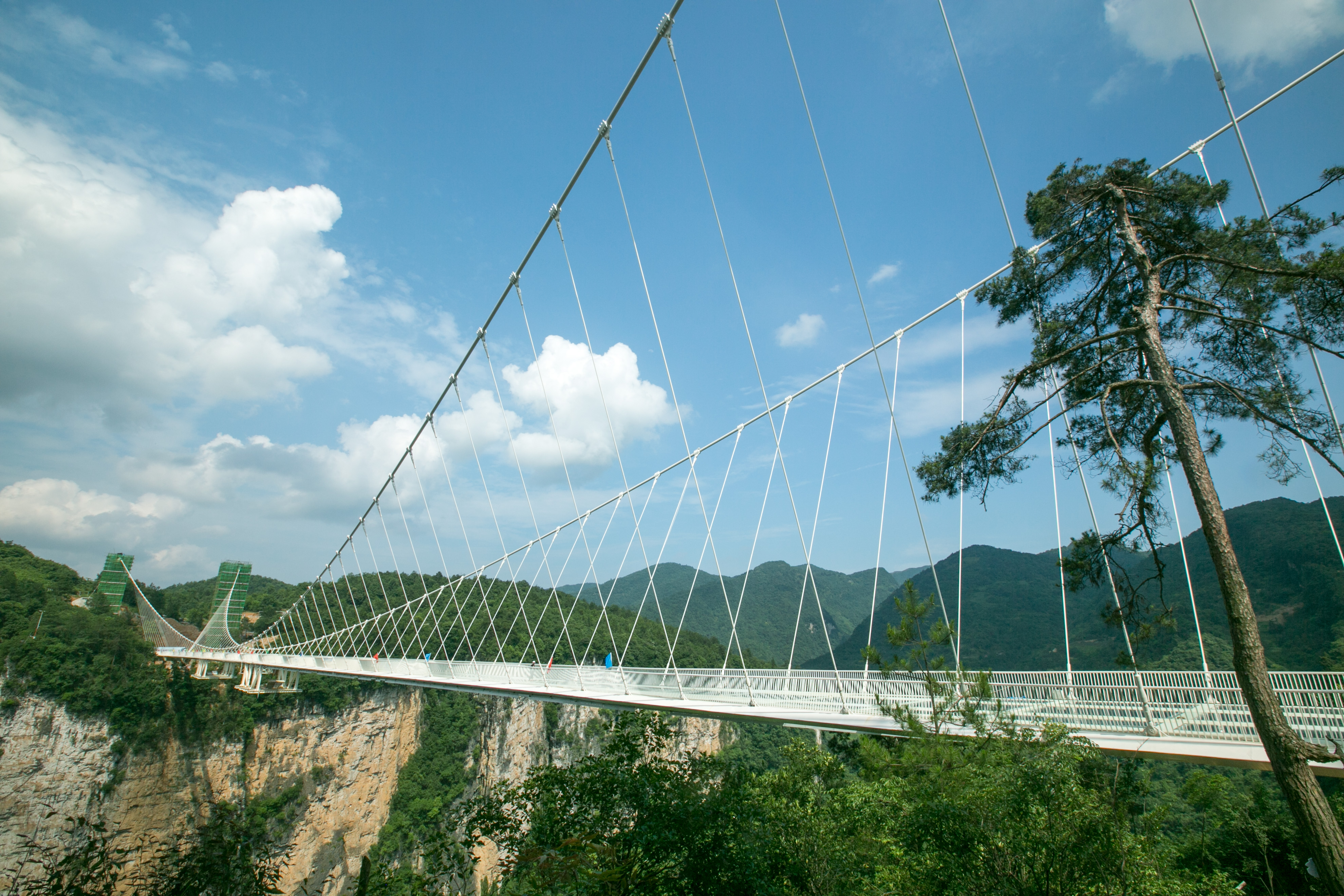
Vista lateral